# Модель Габбарда
Модель Габбарда - багатоелектронна модель твердого тіла, що дозволяє пояснити перехід метал-напівпровідник. Модель запропонована Джоном Габбардом в 1963 році 

## Якісні міркування
Метал, який складається з атомів із одним електроном на зовнішній оболонці, проводить електричний струм. Якщо подумки збільшити період кристалічної ґратки так, що взаємодією між атомами можна знехтувати, то отримаємо систему нейтральних атомів, в якій електричний струм протікати не може - кожен електрон локалізований біля свого атома - вільних електронів немає. Між цими двома граничними станами при певному періоді кристалічної ґратки повинен відбуватися перехід - зміна властивостей електронної підсистеми від провідної до непровідної. Модель Габбарда побудована для опису такого переходу. Вона основана на наближенні сильного зв'язку, але крім того враховує можливість перебування двох електронів зі протилежними спінами на одному вузлі. Енергія відповідного вузла збільшується на певну енергію кулонівської взаємодії U.

## Математичне формулювання
Гамільтоніан моделі у вузловому представленні має вигляд
{\displaystyle {\hat {H}}=-t\sum _{i,j}{\hat {a}}_{i\sigma }^{\dagger }{\hat {a}}_{j\sigma }+U\sum _{i}{\hat {n}}_{i\uparrow }{\hat {n}}_{i\downarrow }},
де {\displaystyle {\hat {a}}_{i\sigma }^{\dagger }} оператор народження для електрону на вузлі i з проєкцією спіну σ, t - інтеграл перестрибування електрона з вузла i на вузол j, {\displaystyle {\hat {n}}_{i\uparrow }} - оператор числа частинок на вузлі i із «направленим угору» спіном. 
Перший член гамільтоніана - кінетична енергія руху електронів, другий член - кулонівська взаємодія між електронами.

## Результати
Провідність електронів в моделі Габбарда визначається співвідношенням між інтегралом перестрибування t та енергією кулонівської взаємодії U. При малих значеннях t в основному стані системи виникає антифермагнітне упорядкування: вузли з проєкціями спіну «вгору» і «вниз» чергуються. Цей стан відділений від збудженого стану щілиною, оскільки для збудження одному з електронів необхідно покинути свій атом і перейти на атом, на якому вже є електрон, чому перешкоджає кулонівське відштовхування. При великих значеннях t перестрибування електронів з одного вузла на інший відбуваються часто, що призводить до зникнення щілини і утворення зони провідності.